# Егјилстадир
Егјилстадир (исл. Egilsstaðir) је главни град региона Ејстиртланд на Исланду. Има 2.200 становника и основан је 1947. године.